# Vuohisaari (ö i Kinnula, Poikkeusjärvi)
Vuohisaari är en ö i Finland. Den ligger i sjön Poikkeusjärvi och i kommunen Kinnula i den ekonomiska regionen  Saarijärvi-Viitasaari och landskapet Mellersta Finland, i den centrala delen av landet, 400 km norr om huvudstaden Helsingfors. Öns area är 1,3 hektar och dess största längd är 140 meter i sydöst-nordvästlig riktning.